# Марянка (Белхатовський повіт)
Марянка (пол. Marianka) — село в Польщі, у гміні Белхатув Белхатовського повіту Лодзинського воєводства.
У 1975-1998 роках село належало до Пйотрковського воєводства.